# Landschaftsschutzgebiet FFH-Gebiet Leiberger Wald

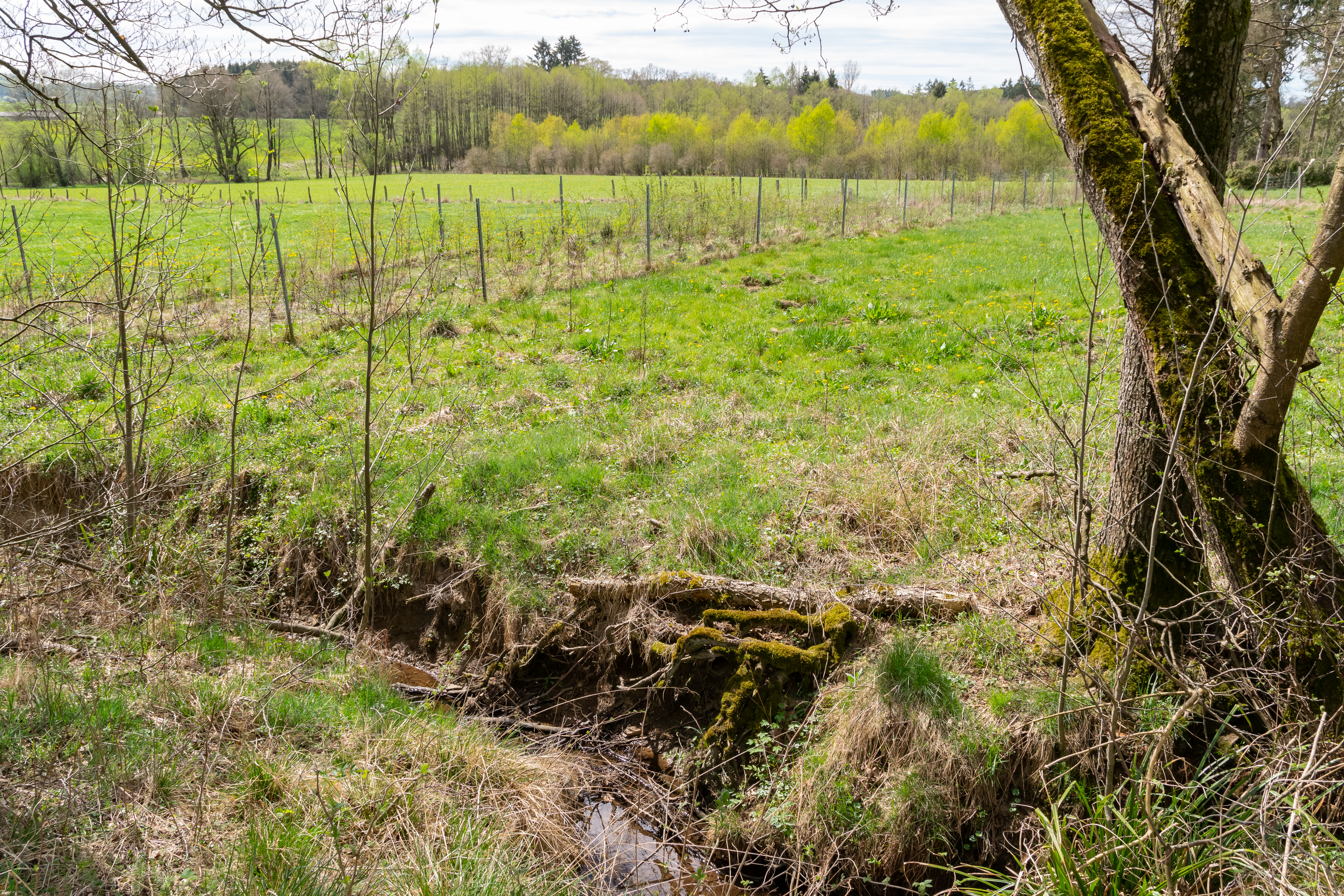
Landschaftsschutzgebiet FFH-Gebiet Leiberger Wald

Das Landschaftsschutzgebiet FFH-Gebiet Leiberger Wald mit 5,76 ha Flächengröße liegt im Stadtgebiet von Bad Wünnenberg im Kreis Paderborn. Das Landschaftsschutzgebiet (LSG) wurde 2007 vom Kreistag mit dem Landschaftsplan Büren-Wünnenberg ausgewiesen. Das LSG besteht aus zwei Flächen. Beiden grenzen an das Naturschutzgebiet Leiberger Wald. Beide Flächen gehören seit 2004 zum FFH-Gebiet Leiberger Wald (DE 4517-303).

## Beschreibung
LSG umfasst südliche Randbereiche des großflächigen, zusammenhängenden Leiberger Waldes. Im LSG gibt es einen hohen Anteil artenreicher Buchenwälder. Auch Fichtenwald, Feuchtwälder und einzelne Grünlandflächen im Bereich vielfältig strukturierter Quellen sind vorhanden. Zur Optimierung soll es zur mittelfristigen Umwandlung von Nadelholzbeständen in standortgerechte Laubwälder und die Extensivierung der landwirtschaftlich genutzten Flächen kommen. 
Als Entwicklungs- und Pflegemaßnahmen sollen die landwirtschaftlich genutzten Flächen als extensive Wiesen, Mähweiden oder Weiden genutzt werden. Brachgefallene Grünlandflächen sollen extensiv gepflegt werden. Uferrandstreifen an der Nette und Grabensäume sollen der natürlichen Entwicklung überlassen werden, soweit dies nicht den Habitatansprüchen schützenswerter Arten entgegensteht.